# Adrant
|  | No s'ha de confondre amb Adrast. |

Adrant (grec antic: Ἄδραντος; de vegades Ardrant o Adrast) va ser un escriptor grec contemporani d'Ateneu de Nàucratis que va deixar escrit un comentari en cinc llibres sobre l'obra de Teofrast intitulada περὶ Ἠθῶν, al qual va afegir un sisè llibre sobre l'Ètica a Nicòmac d'Aristòtil.